# Sastavak
 Sastavak  falu Horvátországban, Károlyváros megyében. Közigazgatásilag Szluinhoz tartozik.

## Fekvése
Károlyvárostól 50 km-re délre, községközpontjától 12 km-re délkeletre, a Kordun területén, a község déli határán fekszik.

## Története
A falunak 1857-ben 364, 1910-ben 499 lakosa volt. Trianonig Modrus-Fiume vármegye Szluini járásához tartozott. 
2011-ben 14 lakosa volt.

## Lakosság
| Lakosság változása | Lakosság változása | Lakosság változása | Lakosság változása | Lakosság változása | Lakosság változása | Lakosság változása | Lakosság változása | Lakosság változása | Lakosság változása | Lakosság változása | Lakosság változása | Lakosság változása | Lakosság változása | Lakosság változása | Lakosság változása |
| ------------------ | ------------------ | ------------------ | ------------------ | ------------------ | ------------------ | ------------------ | ------------------ | ------------------ | ------------------ | ------------------ | ------------------ | ------------------ | ------------------ | ------------------ | ------------------ |
| 1857               | 1869               | 1880               | 1890               | 1900               | 1910               | 1921               | 1931               | 1948               | 1953               | 1961               | 1971               | 1981               | 1991               | 2001               | 2011               |
| 364                | 234                | 256                | 231                | 271                | 499                | 369                | 296                | 256                | 240                | 234                | 156                | 0                  | 0                  | 23                 | 14                 |

## Nevezetességei
Furján (más néven Sokolac) várának romja a településen kívül, a Furjašnica patak feletti sziklán, a Mašvina domb lábánál emelkedő magaslaton található. Az alaprajza a terepalakzatokhoz és a természeti adottságokhoz igazodik, így a domb fennsíkját körülvevő védőfal szabálytalan sokszög alaprajzú, amelynek keleti részén egy kör alaprajzú torony maradványa található. Mára csak a védőfal egy része és a torony nagy része maradt fenn. A várat 1449-ben említik először a Frangepánok tersattói ágának tulajdonaként. 1578-tól török kézben volt, majd 1717-től a Habsburg császári katonaság állomásozott benne. Bár a várat először csak a 15. században említették, valószínűleg ennél már sokkal korábban is létezett. 